# Mihăileni (Sibiu)
Mihăileni es una comuna ubicada en el distrito de Sibiu, Rumania.

## Superficie
Posee una superficie de 77,69 kilómetros cuadrados.

## Demografía
Hasta 2021 la población era de 973 habitantes, con una densidad de población de 12,52 habitantes por kilómetro cuadrado.